# Monte Serpeddì
Il monte Serpeddì  è un rilievo di 1069 metri situato in territorio di Sinnai, nella Sardegna meridionale, è la punta più alta del parco dei Sette Fratelli - Monte Genis, domina il golfo di Cagliari ed il basso Campidano.

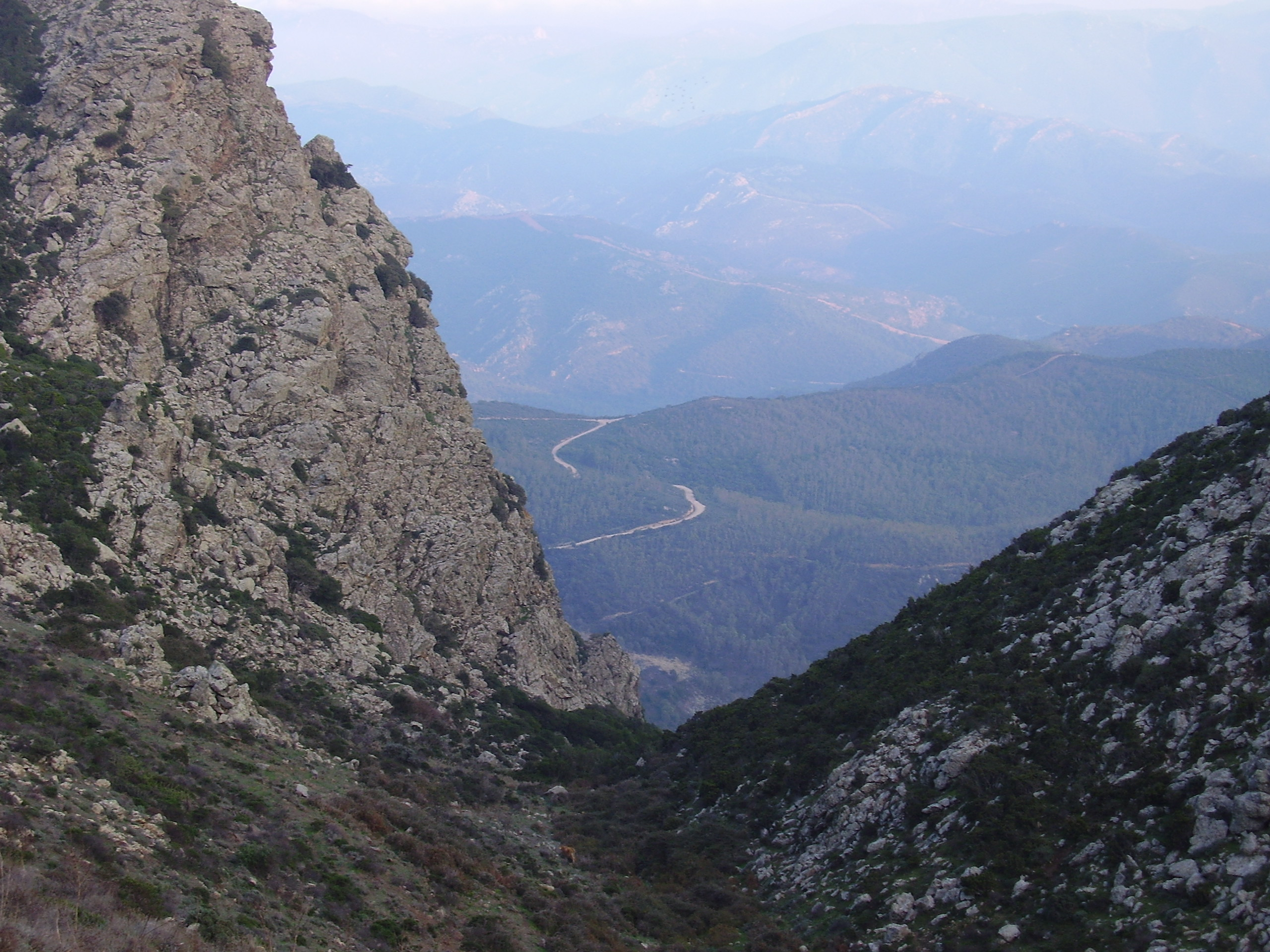
Fra asprezze orografiche, la strada per il Monte Serpeddì vista dal Corr'è Cebru